# Villa Korff von 1910

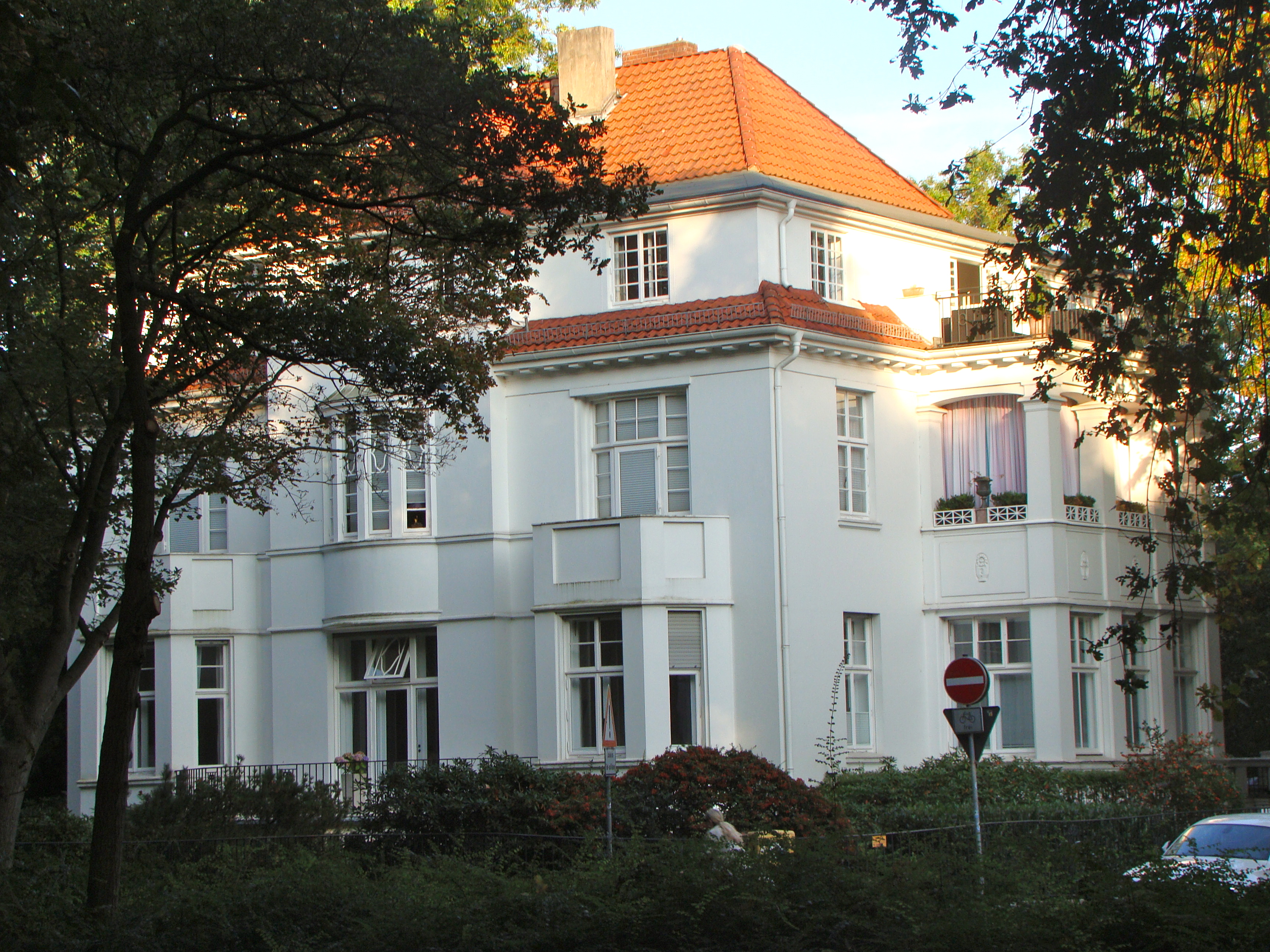
Villa Korff von 1910

Die Villa Korff befindet sich in Bremen, Stadtteil Schwachhausen, Ortsteil Bürgerpark, Parkallee 133 Ecke Bulthauptstraße. Das Wohnhaus entstand 1910 nach Plänen von Hans Lassen und Heinrich Lassen. Es steht seit 1998 unter Bremer Denkmalschutz.

## Geschichte
Die Parkallee – eine Villenstraße – wurde 1890 ausgebaut. In der Straße stehen viele denkmalgeschützte Gebäude (Nr. 30, 32, 39, 48, 101, 107, 117).
Die dreigeschossige, verputzte, große Villa mit Sockelgeschoss, Walmdach, Mittelrisalit, Veranda und Erkern, wurde 1910 in der Epoche der Jahrhundertwende im Stil des Historismus bzw. Neobarocks für den Kaufmann  Heinrich Korff gebaut.
Heute (2018) wird das Haus durch Büros, Praxen und Wohnungen genutzt. 